# إيمي فينكلستاين
إيمي فينكلستاين (بالإنجليزية: Amy Finkelstein) هي اقتصادية ومُدرسة وأستاذة جامعية أمريكية، ولدت في 2 نوفمبر 1973 في نيويورك في الولايات المتحدة.